# 閂 (絵画)
『閂』（かんぬき、仏: Le Verrou, 英: The Lock）は、18世紀フランスのロココ美術の画家であるジャン・オノレ・フラゴナールが晩年に制作した油彩の絵画である。後年の彼の代表作として著名であり、主題と構図の上で『盗まれた接吻』（エルミタージュ美術館）の対作品と考えられる。作品は、パリのルーヴル美術館に所蔵されている。

## 概要
この絵画は、貴族であったドゥ・ヴェリ侯爵がフラゴナールに依頼し制作された。しかし、本作の主題は、侯爵の制作依頼以前から画家がデッサンで試みたものである。若い男女の愛の一場面というフラゴナールの得意のテーマであるが、本作は暴力的といえるほどの情熱に満ちている。
寝室の中で若い男性が嫌がっている若い女性を抱き寄せ、扉の閂（扉を開閉できないようにする棒状の道具）をかける様子が描かれている。表現されているのは、争う恋人たちの衝動的な性的欲望、抵抗、あきらめである。若者はすでに服を脱ぎかけていて、情熱的な表情で若い女性に向かい、腕をその腰に回している。女性は白と金の豪華な衣服を身に着けたまま、のけぞって相手の激しい欲求を拒もうとしているが、彼女の決意は揺らいでいる。まもなく若者は思いを遂げるであろう。
左側のベッドのカバーはめくれている。画家は、ベッドのシーツと天蓋の色に肉欲の罪を表す血のような赤を選んだ。同じく人間の罪を象徴するのが画面左側のベッドわきのテーブルに置かれたリンゴである。画面は赤に加え、黄色と白というフラゴナールの最も好む3色で統一されている。
以前のフラゴナールの作品の溌溂として、軽やかな筆さばきとは違い、本作のベッドや衣装の質感表現などは冷たく生硬な描き方で、1780年代にフランスで盛んになった新古典主義の影響を物語っている。それゆえに本作の制作年代は1780年代前半と見なされている。